# Rémy Roure
Pour les articles homonymes, voir Roure.
Rémy Roure (Arcens (Ardèche), 30 octobre 1885 – Paris, 8 novembre 1966), est un journaliste et résistant français, compagnon de la Libération.
Il a notamment été journaliste à L'Éclair et au Temps dans l'entre-deux-guerres, au Monde et au Figaro après la Seconde Guerre mondiale. Il a aussi publié plusieurs livres sous un pseudonyme, Pierre Fervacque. 
Résistant, il a été déporté au camp de concentration de Buchenwald en 1944.

## Biographie

### Les débuts
Éloi Frédéric Rémy Roure est le fils d'un couple d'agriculteurs modestes. Après des études à l’institution Notre-Dame de Valence (Drôme), il est titulaire du baccalauréat en juillet 1903. En novembre 1903, il s'engage comme simple soldat dans l'armée, qu'il quitte en 1907 avec le grade de sergent, obtenu en 1906.
Les sources divergent sur les années qui vont de 1907 à 1914. Selon certaines sources, il entre avant 1914 au Temps, un quotidien républicain conservateur, en 1909 selon l'historienne Claire Blandin pour qui il collabore à sa rubrique du mouvement social, en 1910 selon la notice biographique du site de l'Ordre de la Libération, après avoir commencé des études de droit à Paris. Selon Jean-Louis Panné et sa notice du Maitron, il n'est entré au Temps qu'en 1925, après la guerre. Ce dernier le présente comme un employé et militant syndicaliste avant 1914, rédacteur à La Bataille syndicaliste, journal révolutionnaire lié à la CGT, qui parait à partir de 1911. Son ami le journaliste socialiste Jean Texcier, également résistant, souligne en 1945 que Roure fut « socialiste au temps où nous militions ensemble au Groupe des étudiants (socialistes) et (...) est maintenant ce que l'on appelle un modéré ». Texcier a été le secrétaire du groupe des étudiants collectivistes, fondé vers 1908 et renommé groupe des étudiants socialistes révolutionnaires en 1911,. Un Rémy Roure signe plusieurs articles dans L'Humanité entre 1908 et 1911.
Il épouse Hélène Marie-Louise Tourrès le 1er août 1914.

### Première Guerre mondiale
Il est mobilisé en août 1914 au début de la Première Guerre mondiale, est affecté au 159e régiment d'infanterie, combat en Alsace et en Artois, est promu sous-lieutenant à titre temporaire en octobre 1914.

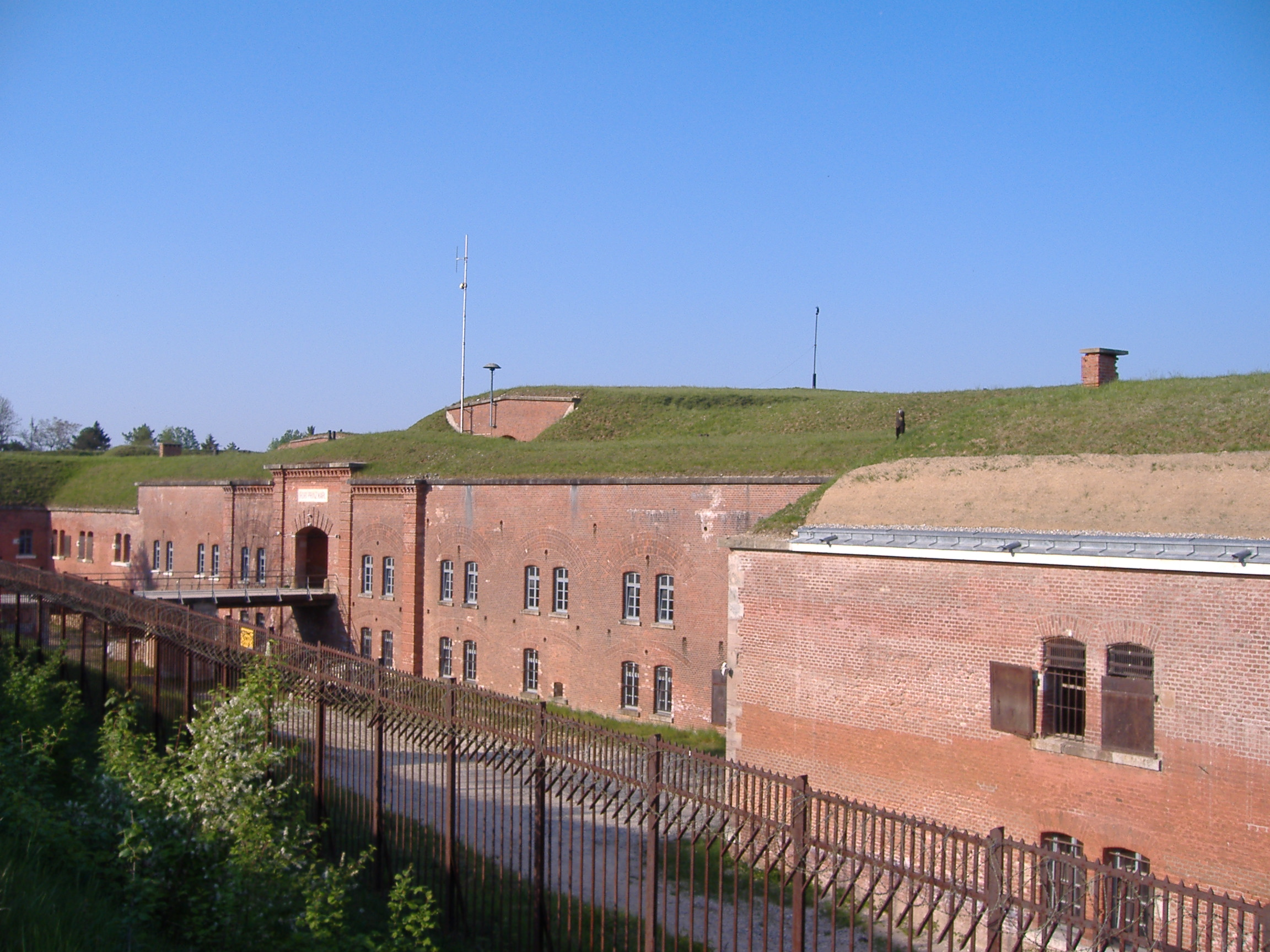
Le fort du Prince-Karl, la forteresse d'Ingolstadt. Durant la Première Guerre mondiale, des prisonniers de guerre, dont Roure, y ont été enfermés.

Fait prisonnier par les Allemands le 23 octobre 1914, il s'évade à plusieurs reprises, ce qui lui vaudra en 1927 la médaille des évadés. Lors de sa captivité au fort d'Ingolstadt en Bavière, il rencontre deux autres prisonniers en 1917 : Charles de Gaulle, alors capitaine, et le Russe Mikhaïl Toukhatchevski, futur maréchal soviétique éliminé par Staline en 1937. Il est rapatrié en décembre 1918, regagne la vie civile en 1919 avec le grade de lieutenant de réserve, ce qui lui vaut la croix de chevalier de la Légion d'honneur en 1930.

### L'entre-deux-guerres: journaliste et auteur
Il est journaliste dans l'entre-deux-guerres. Il collabore à plusieurs périodiques, successivement ou en même temps. Il signe ses articles sous son nom ou sous son pseudonyme de Pierre Fervacque.
Il est rédacteur en chef d'un périodique, Le soldat de demain, bulletin officiel de l'Union des sociétés d'éducation physique et de préparation au service militaire, à partir de 1919, signant ses articles avec son nom. La même année, son nom apparaît aussi brièvement dans les colonnes de La Lanterne. Il est rédacteur à partir de 1919 au quotidien L'Éclair dirigé par Émile Buré, titulaire de la rubrique sociale, sous son nom, puis à L'Avenir lorsque ce journal reprend L'Éclair en 1925, avec le pseudonyme de Pierre Fervacque, en 1925 et en 1928 pour quelques articles sur l'autonomisme alsacien. Il donne aussi des articles à la revue La Renaissance politique, littéraire, artistique et à l'hebdomadaire L’Information sociale, sous son nom, dans la première moitié des années 1920. Sa signature apparait aussi dans des journaux de province comme La Petite Gironde ou L'Ouest-Éclair (1924-1925).
Il collabore à partir de 1925 au quotidien Le Temps, un journal austère et sérieux, destiné à une clientèle  bourgeoise, contrôlé par des industriels. Il signe ses articles sous son pseudonyme de Pierre Fervacque. La presse annonce en janvier 1928 que le périodique de la Fédération républicaine, La Nation, lui confie une chronique des livres et des revues. Il signe quelques portraits d'hommes politiques sous son pseudonyme dans l'hebdomadaire Gringoire, en 1935. Il donne à L'Ordre de Buré deux articles en 1936 sur Mikhaïl Toukhatchevski et sur un déjeuner à Paris avec ce maréchal soviétique, chef de l'armée rouge. Il donne aussi dans les années 1930 quelques textes à la Revue politique et parlementaire, au Mercure de France ou à Paris-Soir dimanche.
Un autre pseudonyme lui est parfois attribué, celui de Jean Rolland.
Il est membre du comité de fondation du syndicat des journalistes en 1924.
Il publie plusieurs livres sous le pseudonyme de Pierre Fervacque entre décembre 1927 et 1930. Des essais, consacrés au maréchal Toukhatchevski (Le Chef de l’Armée rouge, décembre 1927), à l'autonomisme alsacien (L’Alsace minée, 1929, L'Alsace et le Vatican, 1930), à Trotski (La Vie orgueilleuse de Trotski, en 1929). Il publie aussi deux romans, l'un sur les prisonniers de guerre (Les Demi-vivants, en 1928), l'autre sur son Bas-Vivarais natal (Anaïs, Petite fille vivaroise, 1930), et une biographie de l'espion Yevno Azev (Le secret d'Azeff, en 1930, en collaboration avec Pierre Tugal),. Des extraits de ses livres sur Toukhatchevski (en 1927) et sur Trotski (1929) sont publiés dans La Revue hebdomadaire.
Il écrit un article dans la revue La Renaissance au sujet du premier livre de Charles de Gaulle La Discorde chez l'ennemi, publié en 1924. Il vantera par la suite dans ses articles du Temps les autres livres de De Gaulle, soulignant avoir assisté à ses conférences données dans le camp d'Ingolstadt aux officiers prisonniers, louant ses conceptions audacieuses et son talent littéraire voire son « génie ». De Gaulle lui en sera reconnaissant, comme le montre leur correspondance,,.

### La Résistance et la déportation
Pendant la Seconde Guerre mondiale, il s'engage très tôt dans la Résistance, en zone libre, notamment à Lyon où Le Temps s'est replié. Il continue d’écrire dans Le Temps, activité qui lui sert de « couverture », jusqu'à ce que le journal se saborde en novembre 1942.

Proche du général Cochet, il fonde, avec François de Menthon, le mouvement et le journal clandestin Liberté dont il est membre du comité directeur. Membre ensuite du comité directeur de Combat, il est partisan d'un rapprochement entre ce mouvement et le général de Gaulle, de manière plus prononcée et plus précoce que son patron, Henri Frenay, auquel il reproche son opportunisme vis-à-vis de la France combattante. Son domicile lyonnais, au 85, rue Cuvier, est un lieu où les membres du comité directeur se réunissent et où d'autres personnalités de la Résistance s'y croisent. Ainsi le 27 janvier 1942, c'est là qu'est prise la décision d'autoriser Frenay à rencontrer un représentant du régime de Vichy, en l'occurrence le ministre de l'Intérieur Pierre Pucheu. Roure, de retour de déportation, écrit à Frenay en septembre 1945 : 

« C’est tout le comité directeur de Combat qui pourrait être traité par certains journaux de protégé de Pucheu. C’est en effet tout le comité directeur de Combat, y compris M. Georges Bidault, M. François de Menthon et moi-même, qui a pris la responsabilité, en février 1942, d’autoriser votre visite à Vichy. (...) Le Comité directeur de Combat, composé à ce moment, avec vous qui étiez le chef de l’organisation, de De Menthon, de Bidault, de moi-même, se réunit chez moi, 85, rue Cuvier à Lyon, dans le petit logement que vous connaissez bien et où venait souvent Jean Moulin (Max), qui fut d’ailleurs tenu au courant. Nous discutâmes longuement et vous nous dites alors textuellement : “J’irai voir Pucheu, si vous le décidez. Sinon, je n’irai pas.” Liberté et Combat étaient traqués. Des camarades arrêtés. “Cette Résistance est déjà bien forte, disions-nous, pour que Pucheu se décide à une telle démarche”. Il y avait aussi la curiosité de savoir ce que voulait le Ministre de l’Intérieur de Pétain. Finalement, il fut décidé que vous vous rendriez au rendez-vous en prenant des précautions pour ne pas être arrêté (...). Que vous avait dit le ministre de Vichy ? En substance ceci, autant qu’il m’en souvienne : “Le gouvernement poursuit en définitive le même but que la Résistance, mais avec d’autres méthodes et d’autres moyens. Or, la Résistance et les journaux clandestins le gênent. Il conviendrait donc d’établir un modus vivendi. Vous atténuez vos attaques contre le Gouvernement, moyennant quoi je pourrais envisager la mise en liberté des prisonniers de la Résistance.” De ce contrat, nous n’avons voulu à aucun prix, ni vous, ni les autres membres du Comité directeur. Nous avions compris que Pucheu cherchait seulement à compromettre la Résistance. »

Roure travaille aux côtés de Georges Bidault, nommé en avril 1942 à la tête d’un bureau d’information et de presse connu sous l'acronyme BIP, chargé de faire la liaison entre la France libre à Londres et ses représentants en France métropolitaine, de diffuser en France les informations venues d’outre-Manche et de répandre la propagande gaulliste à travers les réseaux de résistance intérieure, mais aussi de transmettre des renseignements utiles aux Français libres. À partir de mai 1942, le BIP produit et distribue le Bulletin de la France combattante, qui alimente la presse clandestine.
Rémy Roure est aussi membre d'un réseau de récupération de pilotes alliés, Bordeaux-Loupiac, à partir de janvier 1943. Le 11 octobre 1943, alors qu'il convoie à Rennes des pilotes américains qu'il doit accompagner à Londres par une opération maritime, il est arrêté par la Gestapo au Café de l’Époque rue du Pré-Botté, à la suite d’une dénonciation. Il tente de s'évader mais il est grièvement blessé par balle au cours de sa tentative alors que Jean-Claude Camors, alias Raoul, fondateur et chef de Bordeaux-Loupiac qui l’accompagne, est abattu. Presque mourant — il a l’artère fémorale coupée — il est miraculeusement soigné par un chirurgien français, le Dr Eugène Marquis.
Interné à la prison de Fresnes quatre jours plus tard, il est frappé et torturé mais il se tait. Le 27 avril 1944, il quitte le camp de Compiègne pour être déporté. Il fait partie du « convoi des tatoués » du 27 avril 1944, durant quatre jours et trois nuits, qui le mène à Auschwitz d'abord, pour une raison inconnue et qui explique son tatouage sur l'avant-bras gauche, et au bout de quelques jours à Buchenwald où il parvient le 14 mai 1944,,. Il porte le matricule 186361. Il est libéré le 11 avril 1945 à Buchenwald.
Son épouse, Marie-Louise Roure (née le 20 mai 1888 à Lamagistère dans le Tarn-et-Garonne), poursuit ses activités de résistante. Arrêtée également, elle est déportée de Paris, au départ de la gare de l'Est, vers le camp de Ravensbrück le 18 mai 1944. Elle y meurt un mois avant la fin du conflit, le 31 mars 1945. Son fils unique, André, résistant également, membre de l'Armée française de la Libération, meurt accidentellement à 24 ans, en juin 1945, alors qu'il tentait de retrouver sa mère en Allemagne. Trois autres membres de sa famille sont « morts pour la France » : sa sœur (Adrienne Baumer, née Roure), morte également à Ravensbrück, son beau-frère (Louis Baumer, mort dans le camp de concentration de Neuengamme) et un neveu (Rémy Marti), fusillé en France, à Lyon,. Il fait publier un livre posthume de son fils, Valeur de la vie humaine. De Gaulle commente dans une lettre la publication du livre : « En lisant les notes philosophiques d’André Roure, je l’ai revu tel qu’il nous est apparu quand il nous vint de France à Alger, ayant réussi l’extraordinaire entreprise de traverser en pleine bataille les lignes ennemies du front d’Italie pour devenir un combattant de la libération ». Un autre neveu, René Baumer, futur peintre, a aussi été déporté, à Neuengamme, mais il a survécu comme son oncle,.

### Mémoire de la Résistance et de la déportation
Il évoque sa déportation dans son tout premier article du Monde, intitulé « L'enfer de Buchenwald et d'Auschwitz-Birkenau », publié le 21 avril 1945 dès son retour des camps nazis et après avoir d'abord livré son témoignage aux journalistes du quotidien. Un texte dont il a « volontairement écarté tout ce qu'on ne peut pas dire, par égard pour l'angoisse des proches de ceux qui ne sont pas encore libérés, par respect pour la douleur des familles de ceux qui ne reviendront pas ». Il y note que « les camps d'Auschwitz-Birkenau, bien pires que Buchenwald » comportaient « sept fours crématoires flanqués chacun de sa chambre à gaz » alors qu'il n'y en avait qu'un seul à Buchenwald et il y rend hommage à un clerc, l'abbé Joseph Tanguy, curé de Pont-Aven, mort à Buchenwald,. Il évoque la mémoire de Raymond Naves, mort à Auschwitz en 1944, dans une lettre adressée au journal L'Ordre en juin 1945.
Au titre des prisonniers et déportés, il est délégué à l'Assemblée consultative provisoire, du 24 juillet au 3 août 1945. En octobre 1945, Rémy Roure est fait compagnon de la Libération.
Le même mois, avec le général Cochet ou Maurice Nègre, il fait partie d'une équipe d'anciens résistants, parmi lesquels d'autres membres de l'Assemblée consultative provisoire, signataires d'un manifeste appelant les républicains « qui refusent d'adhérer aux vieux partis insuffisamment transformés en profondeur », et d'abord les anciens résistants, à fonder un « parti républicain démocrate et socialiste » qui se situerait entre les socialistes et les communistes d'un côté et la droite de l'autre,. Cette équipe fondatrice du Parti démocrate (PD) rejoint le Rassemblement des gauches républicaines en 1946 et fusionne après quelques mois d'existence avec l'Union démocratique et socialiste de la Résistance, une des deux composantes principales du RGR.
Une rue de La Garenne-Colombes, où il résidait avant la guerre, est renommée en l'honneur de sa femme et de son fils en 1947. En mars 1948, des journaux célèbrent la mémoire de sa famille de résistants et l'apposition d'une plaque à Lyon au 85 rue Cuvier, où il vécut avec sa famille, dans une maison que des personnalités de la Résistance comme Jean Moulin ou Bertie Albrecht fréquentèrent. La cérémonie a lieu en présence notamment de deux anciens compagnons de Roure au temps de la Résistance, Georges Bidault et Pierre-Henri Teitgen, devenus ministres, et du général Cochet. Rémy Roure reçoit alors la cravate de commandeur de la Légion d'honneur,.
Il est l'un des membres fondateurs en mars 1948 et une figure importante à ses débuts du Comité d'action de la Résistance (CAR), où il retrouve deux anciens signataires du manifeste de 1945 (Alphonse Juge et le général Cochet, premier président du CAR). Il préside notamment un meeting de protestation en avril 1948 contre la constitution d'un comité d'honneur demandant la libération de Pétain. Il fait partie du bureau du CAR. Dans le contexte des débats sur les projets de loi d'amnistie, il vante en 1950 dans Le Monde l'action de ce groupement, « le garant et le témoin de l'honneur de nos morts », se prononce pour une « mesure d'effacement des peines mineures, dont les conséquences sont parfois dramatiques » et estime que le CAR a tort de s'opposer à une proposition de l'avocat et député Vincent de Moro-Giafferri à propos des anciens parlementaires « inéligibles », estimant que « le suffrage universel (...) est notre maître à tous en matière politique » et que dès lors les électeurs ont le droit de choisir un « inéligible » pour les représenter. Il se prononce aussi pour la suppression de la peine d'indignité nationale. À l'occasion du congrès du CAR de 1953, il demande à être déchargé de ses responsabilités en son sein, pour raisons de santé. Il est désigné vice-président honoraire,.
Il est avec le germaniste Edmond Vermeil l'un des présidents du Comité d'échanges avec l'Allemagne nouvelle, dont l'objectif est de multiplier les contacts entre Français et Allemands pour aider les deux peuples à mieux se connaître. Ce comité a été fondé en 1948 à l'initiative d'Emmanuel Mounier ; Roure l'a rejoint dès ses débuts,.
Il rejoint le réseau du Souvenir, fondé en 1952 et animé par l'historien et ancien résistant Henri Michel. Ce réseau se veut à la pointe du travail mémoriel et aussi à l'écart des combats politiques des amicales de déportés anciens résistants, divisées entre communistes et compagnons de route d'une part et non-communistes sinon anticommunistes de l'autre après 1947. Roure figure dans son premier bureau,.
Lors de la fondation de l’amicale des Déportés tatoués du convoi du 27 avril 1944, à Paris, en avril 1959, il est désigné président d'honneur, à l'instar d'André Boulloche, autre compagnon de la Libération.
Il est proche du Centre de documentation juive contemporaine (CDJC) et soutient Israël. Il écrit dans Le Monde juif en 1956 pour dénoncer à la fois l'attitude du gouvernement allemand à l'égard du film Nuit et Brouillard, commandé à Alain Resnais par le Comité d'histoire de la Seconde Guerre mondiale et le réseau du Souvenir, et « l’effroyable péril raciste du panarabisme » en lutte contre « l’Etat d’lsraël, bastion de la civilisation occidentale », dans le contexte de la guerre d'Algérie et de l'hostilité à l'Égypte de Nasser, héraut du panarabisme et soutien du FLN en Algérie. Le Monde juif, à sa mort en 1966, rend hommage à cet « ami de toujours des Juifs et du Judaïsme », rappelle qu'il avait participé à plusieurs réunions du CDJC et souligne que « l’attachement qu’il nous témoignait était d’autant plus méritoire que l’écrivain était Chrétien ».
En 1967, le bulletin de l'Association française Buchenwald Dora et Kommandos et le président de cette amicale, l'ancien ministre communiste Marcel Paul (ancien du « convoi des tatoués »), lui rendent aussi hommage après sa mort, en republiant notamment un texte que Roure avait donné au bulletin en 1965 pour le vingtième anniversaire de la fin des camps, sur son convoi de déportés et son arrivée à Auschwitz puis à Buchenwald.

### Journaliste auMondepuis auFigaro
Roure est par ailleurs une des principales figures du journalisme d'avant-guerre à rallier Le Monde, pris en main par Hubert Beuve-Méry et qui succède au Temps. Il est éditorialiste politique de ce quotidien ; il aurait pu être son directeur à son retour des camps selon Beuve-Méry qui lui aurait proposé le poste mais son état de santé lui fit refuser l'offre,,.
Gaulliste, admirateur et ami du général de Gaulle, il se montre cependant réservé à propos du parti fondé par le général en 1947, le Rassemblement du peuple français (RPF).
Au sein de la rédaction, il fait partie des journalistes les plus critiques à l'égard de l'URSS et des communistes français, notamment dans le contexte de la guerre froide, et il s'agace des thèses neutralistes qui ont la faveur de Beuve-Méry, même s'il le soutint en 1951 lorsque ce dernier a failli démissionner,. En 1949, il s'associe à la proposition de l'ancien résistant David Rousset de créer une commission internationale d'enquête composée d'anciens déportés et chargée d'enquêter sur les camps soviétiques. Lors du procès engagé par Rousset contre le périodique communiste Les Lettres françaises, Roure, membre de la Commission internationale contre le régime concentrationnaire, constituée en octobre 1950, témoigne le 8 décembre et déclare notamment : « Il est impossible, pour un ancien déporté, de ne pas être plus troublé, et encore plus ému lorsqu’il constate une concordance extraordinaire des traitements que ces gens ont subis avec les traitements que les déportés ont subis eux-mêmes dans les camps de concentration nazis ».
Il est élu membre du conseil national provisoire du Syndicat national des journalistes Force ouvrière (FO), constitué le 7 février 1948 à la suite de la fondation en 1947 de FO née d'une scission d'avec la CGT contrôlée par les communistes. En juin 1950, il participe à Berlin-Ouest au premier Congrès pour la liberté de la culture, qui dénonce le totalitarisme,, et collabore à la revue française de ce Congrès, Preuves. Il est membre du conseil national du Comité français pour l'Europe libre (CFEL), fondé en 1952 et qui fédère des anticommunistes (hommes et femmes politiques, journalistes, entrepreneurs, intellectuels). Henri Frenay est son délégué général, Paul Reynaud son président,.
Patriote, il est partisan du maintien de la France en Indochine, durant la guerre d'Indochine,. Il est éditorialiste du mensuel Indochine française (qui devient France-Indochine) à partir de 1947.
Il démissionne du Monde en mai 1952, reprochant au directeur du journal, Beuve-Méry, la publication d'un rapport attribué à un amiral américain qui s'avère être un faux, dans le contexte de la guerre froide,,, et rejoint quelques jours plus tard Le Figaro et Le Figaro littéraire, auxquels il collaborait épisodiquement depuis 1949. Il poursuit son combat au Figaro contre les camps soviétiques et fait partie de la tendance gaulliste au sein de sa rédaction. 
En 1956, à la fin de l'insurrection de Budapest en Hongrie, il cosigne un appel d'intellectuels français dénonçant « les dirigeants du Kremlin, (qui) en envoyant leurs tanks et leurs avions tirer sur les insurgés, ont refait de Moscou, comme au temps du tsarisme, la capitale de la réaction absolutiste mondiale, reprenant, face aux efforts d'émancipation des peuples, le rôle de super-police sanglante qu'ont tenu la Sainte-Alliance et les Versaillais. Ils mettent ces massacreurs au ban de l'humanité et flétrissent les chefs communistes des pays libres qui, en restant dans leur sillage, se couvrent les mains du sang du peuple hongrois ». Dix ans plus tard, il fait partie du comité de patronage du Comité franco-hongrois pour la célébration de l'insurrection de Budapest de 1956, qui organise une réunion commémorative à la Mutualité, aux côtés d'autres personnalités anticommunistes.
Durant la guerre d'Algérie, il se montre favorable à l'Algérie française. Il cosigne en avril 1956 avec 14 autres personnalités un manifeste de l’Union pour le salut et renouveau de l'Algérie française (USRAF) de Jacques Soustelle,. Il est encore membre du comité directeur de l'USRAF en février 1958 et écrit dans son bulletin, La Vérité sur l’Algérie. Il cosigne en 1960 le manifeste des intellectuels français pour la résistance à l'abandon.
En décembre 1957, il obtient d'un jury présidé par l'Académicien Georges Duhamel le prix Pelman de la presse (d'une valeur de 200 000 francs), pour l'ensemble de ses chroniques parues dans Le Figaro et divers journaux de province.
Le général de Gaulle vint se recueillir devant la dépouille de Rémy Roure et demanda à Claude Hettier de Boislambert de le représenter aux obsèques qui eurent lieu à Arcens,.

## Décorations
- Grand officier de la Légion d'honneur (1956)
- Compagnon de la Libération par décret du 25 octobre 1945[83]
- Croix de guerre 1914–1918
- Croix de guerre 1939–1945 (5 citations)
- Médaille des évadés (1914-1918)